# Trinquet de Rafelcofer
El trinquet de Rafelcofer és un antic trinquet de Rafelcofer, que actualment es troba en desús. El trinquet està situat a la partida del Racó, tocant el terme de la Font d'en Carròs, als peus de la muntanya del Rabat i damunt del nucli de l'Alcudiola.
Va ser construït i costejat per un home molt conegut al poble, Francisco Femenia Estruc, el "tio Quico la Muriona". Gran aficionat al joc de la pilota valenciana, el 1935 va iniciar les obres en uns terrenys seus per a construir un trinquet de pedra i morter, amb uns quants desocupats del poble i per un jornal de deu quinzets. El trinquet es va acabar l'any 1937, en plena Guerra Civil, essent la primera partida la jugada per Batiste "Pistolo" i Carlets contra "Carinyo" (José Andrés Momparler), Daniel i "Coca" (Diego Rocher Gregori) a raspall. Tots els pilotaris eren de Rafelcofer, excepte Carlets, que era de Piles. La victòria va ser a per a la parella per 25-15. El sou dels jugadors va consistir en uns vals del sindicat anarquista CNT.
A banda de la construcció del trinquet, els coferers li deuen al tio Quico algunes frases peculiars com la següent, que encara hui té vigència en el parlar de la gent de l'Alcudiola i Rafelcofer: "A estes hores, pilotes noves?". Molts xics anaven, tard, quan ja pràcticament era de nit, a demanar-li pilotes per a jugar i el tio Quico sempre els contestava igual.
El trinquet va passar de mans, del desembre de 1939 fins al juny del 1940 el va portar Miguel Vila, després, durant any i mig el va portar el seu germà Jesús Vila i de juny del 1943 al 7 de gener del 1946 el va tornar a portar Miguel Vila.... Després el trinquet va passar per moltes més mans (Miñana, Juanito del Casino, el Fallero, Serapio, Coqueta...)
El seu punt àlgid van ser els anys de la postguerra. En esta època la gent major recorda que totes les vesprades s'hi feien unes files nombroses cara al trinquet. Més avant, l'afició va decaure, als anys setanta ja només s'hi jugava els mesos d'estiu, quan els emigrants tornaven de vacances, principalment els de la Font d'en Carròs. A principi dels anys huitanta del segle xx se n'encarregava el propietari, Pablo Mas, però com que ja no es jugava molt, el va haver de tancar.
El trinquet de Rafelcofer té la mateixa mida que tots els que continuen en funcionament actualment, però tenia algunes deficiències, com per exemple; l'escala massa plana, no està cobert i el sol tarda molt a eixugar-se… Este trinquet històric de la Safor està tancat, però la seua situació als peus del Rabat i quasi damunt de l'Alcudiola li dona una visió imponent.